# Crkva sv. Blaža u Zagrebu
Crkva svetog Blaža je župna crkva čiji arhitekt je Viktor Kovačić i nalazi se u Zagrebu na adresi Prilaz Gjure Deželića 64. Presvođena je velikom armiranobetonskom kupolom, promjera oko 18 metara, prvom takve vrste na ovim prostorima.

## Povijest crkve
Ideja o izgradnji crkve i pripadajućeg župnog dvora javlja se sedamdesetih godina 19. stoljeća na poticaj prebendara Eduarda Suhina koji 1888. godine ustupa prebendarsko zemljište na uglu Primorske ulice i Prilaza Gjure Deželića za izgradnju nove župne crkve. Početkom 20. stoljeća raspisan je natječaj za idejno rješenje izgleda crkve te među pristiglim radovima pobjedu odnosi rad arhitekta Viktora Kovačića s naslovom »DEO«. Kako je Kovačić neko vrijeme boravio u Ravenni tako je pod dojmom tamošnjih ranokršćanskih građevina zamislio izgled ove crkve. Gradnja crkve započela je 1912., a dovršena je 1915. godine.
Crkva sv. Blaža u Zagrebu je zaštićeno kulturno dobro Republike Hrvatske.
Od 17. lipnja 2017. crkva ima muzejski prostor. Prostor je u desnoj lađi uz svetište, koji je bio zamišljen kao oratorij, a koji će sada primati posjetitelje. Prostire se na 50 četvornih metara. Postava upoznaje posjetitelje s bogatom poviješću ove zagrebačke crkve, koja je remek-djelo suvremene hrvatske arhitekture 20. stoljeća i jedinstveni arhitektonski izričaj. Gradnjom ove crkve inauguriran je hrvatski nacionalni crkveni stil te osebujnost arhitekta Viktora Kovačića. U postavu su među ostalim i rukom crtane skice arhitekta Viktora Kovačića i slika Ljube Babića 'Krist u grobu'. Autor postava izložbe je Željko Kovačić. Ideja za muzej nastala je radom na projektu obnove crkve kad je pronađeno mnogo nepoznatih detalja i detalja koji su bili možda i poznati, ali nedovoljno povezani, pa su ih odlučili skupiti na jedno mjesto. Ovdje su bili angažirani mnogi umjetnici, arhitekti, bilo je mnogo neizvedenih projekata. Postav upoznaje posjetitelje i s nekoliko neizvedenih projekata crkve sv. Blaža, radovima arhitekata Josipa Vancaša i Augusta Posilovića, sakralnim crtežima Jerka Fabkovića za unutarnje zidne dekoracije. Prva armirano-betonska kupola crkve Sv. Blaža postava ima i svoju englesku inačicu.

## Izgled crkve
Crkva ima tlocrt grčkoga križa, a nadsvođena je velikom kupolom armirano-betonske konstrukcije. Upravo ta kupola je prva građena kupola tom konstrukcijskom metodom i u svoje je vrijeme bila vrsno tehničko dostignuće. Mramorni oltar je postavljen 1932. godine. Iznad oltara se nad svetohraništem uzdiže baldahin koji stoji postavljen na četiri stupa s kapitelima, koji su ukrašeni reljefima, a završava nadgradnjom u obliku piramide. Na samom baldahinu ispod vijenca s pleternom ornamentikom uklesani su likovi svetaca koji se spominju u hrvatskoj crkvenoj povijesti. Na lukovima je uklesan tekst proroka Malahije: »Od istoka sunca do zapada veliko je ime moje među narodima i na svakom mjestu prinosi se kad i žrtva čista Imenu mojemu« (Mal 1, 11). Unutrašnjosti baldahina ispunjava zlatni mozaik sa simbolom golubice koji predstavlja Duha Svetoga. Uz glavni oltar u crkvi se nalaze i dva pokrajnja oltara koji su posvećeni Majci Božjoj i Presvetom Srcu Isusovom. U sklopu crkve nalazi se i kapelica sv. Terezije od Malog Isusa iz 1933. godine u kojoj se nalazi oltarna slika, koju je izradio Mirko Rački, a darovala ju je obitelj dr. Izidora Kršnjavog. U predvorju crkve se nalazi reljef sv. Antuna kojega je u bijelome kararskom mramoru isklesao Ivo Kerdić. Uz crkvu je izgrađen i visok zvonik te župni dvor također prema zamisli Viktora Kovačića, a 1943. Katolički dom i kino »Prosvjeta« prema nacrtu ing. Marjana Haberlea.

### Jaslice
U crkvi se nalaze prekrasne jaslice koje su postavljene uoči Božića 1916. po nacrtu kipara Vojte Braniša. Autor je u ovo djelo pod naslovom »Hrvatski Božić« udahnuo i ponešto narodnog duha, jer su neke figure obučene u hrvatske narodne nošnje te na taj način stvorio prvu inačicu hrvatskih jaslica. Posebnost jaslica je i u tome da se nalaze u velikom drvenom ormaru koji se izvan božićnog vremena drži zatvoren. Jaslice su temeljito obnovljene 1969. godine.

### Orgulje
Orgulje je izradila poznata tvrtka Heferer 1911. godine kao op. 232. Izgrađene su kao izložbeni primjerak rada tvrtke za izložbu u Muzeju za umjetnost i obrt, a u crkvu su postavljene 1915. godine. Sastoje se od od jednog manuala i pedala uz 11 registara. Potpuna restauracija orgulja izvršena je tijekom 2003. godine.
| Manual C–g3      |      |
| Principal        | 8′   |
| Lieblich Gedeckt | 8′   |
| Euphon           | 8′   |
| Clarabella       | 8′   |
| Vox celeste      | 8′   |
| Aeoline          | 8′   |
| Regal            | 4′   |
| Violine          | 4′   |
| Cornett          | 2/3′ |

| Pedal C–f1 |     |
| Subbass    | 16′ |
| Cello      | 8′  |

## Potres 2020. godine
Crkva je pretrpjela značajna oštećenja tijekom potresa 22. ožujka i 29. prosinca 2020. godine. Oštećenja su uključivala pukotine na spojevima nosivih zidova, lukovima, koru i stubištu, kao i oštećenja mozaika Bezgrešnog Srca Marijina te vitraja.
Radovi obnove od potresa i konstruktivnog ojačanja crkve sv. Blaža započeli su u srpnju 2022., a u lipnju 2023. godine završeni su radovi u unutrašnjosti crkve. Ostali predviđeni radovi traju još i u 2025. godini. Projekt obnove je financiran sredstvima Fonda solidarnost Europske Unije. Projekt je podržan i od Ministarstva kulture i medija Republike Hrvatske.

## Galerija
- Predvorje crkve
- Pogled prema svetištu s ulaza
- Oltar
- Kupola
- Kupola i vitraj
- Vitraj
- Unutrašnjost crkve
- Pomoćni oltar
- Orgulje na koru
- Kor i orgulje
- Pogled na oltar
- Prednje pročelje crkve
- Radovi na vanjskom crkve u travnju 2025. godine

## Vanjske poveznice
- Župa sv. Blaža